# Морбело
Морбѐло (на италиански: Morbello; на пиемонтски: Mirbè, Мирбе) е село и община в Северна Италия, провинция Алесандрия, регион Пиемонт. Разположено е на 402 m надморска височина. Населението на общината е 434 души (към 2010 г.).